# Gérard Chapdelaine (réalisateur)
Pour les articles homonymes, voir Gérard Chapdelaine (avocat) et Chapdelaine.
Gérard Chapdelaine, né 12 mars 1927 à St-Hyacinthe et mort le 5 mars 2004 à Montréal,, est un réalisateur québécois, pionnier de la télévision de la Société Radio-Canada où il travaille durant 37 ans, de 1955 à 1992.

## Biographie

### Études
Fils de Georgianna Phaneuf et de Wilfrid Chapdelaine, il fait ses études classiques jusqu'en rhétorique au Séminaire de Saint-Hyacinthe qu'il quitte en 1945 pour compléter ses années de philosophie chez les pères Jésuites à Ottawa. Très jeune, il rêve d’aller étudier à Paris. Il se passionne pour l’histoire, les lettres et les sciences politiques et sociales. À 22 ans, il quitte sa ville natale pour entreprendre des études à la Sorbonne et à l'Institut d'études politiques de Paris. Il séjourne à la Fondation canadienne de la Cité universitaire de Paris d’octobre 1949 à l’été 1951. À son retour au Québec, il poursuit des études à la Faculté des sciences sociales de l’Université Laval dirigée le père Georges-Henri Lévesque qui en est le doyen.

### Débuts à la Société Radio-Canada
Au début des années 50, la Société Radio-Canada (SRC) est en plein développement de la station télévisuelle CBFT à Montréal et ses premières émissions sont diffusées en 1952. C’est dans ce contexte que Gérard Chapdelaine soumet une demande d’emploi à la Société Radio-Canada en septembre 1954. Douze mois plus tard, soit le 10 novembre 1955, le directeur de la télévision, André Ouimet, lui propose un  premier contrat de 2 ans à titre de réalisateur en télévision au salaire de 500 $ par mois. C’est le départ d’une longue carrière au sein de la télévision de la SRC qui se poursuivra jusqu’à sa retraite en 1992. Intéressé surtout par la réalisation d'affaires publiques, il se voit confier des émissions de divers genres, dont une série dramatique, des émissions de variétés, et principalement des émissions d'affaires publiques et éducatives.

#### Réalisateur d’émissions éducatives, culturelles et d’affaires publiques
- 1955-1956 : La Clé des champs, chroniqueur et animateur : Gérard Delage.
- 1955 : Le Fonds de votre pensée, animateur et journaliste, Gérard Pelletier. Émission hebdomadaire de 15 minutes durant laquelle des personnalités importantes du Québec (e.g. Paul David médecin Victorin Voyer psychiatre) provenant de différents domaines y expriment « une pensée solide, souvent neuve, parfois revendicatrice. Sa disparition a suscité de nombreux mécontents. Une pétition a été envoyée au réalisateur[5]. »
- 1955-1956 : Rendez-vous avec Michelle, animatrice Michelle Tisseyre. Émission hebdomadaire d'entrevues sur des sujets divers autour d'un café dans un environnement familier. On y traite d'actualités et l'animatrice reçoit des personnalités en lien avec les sujets traités. Suivie par des milliers de foyers, l'émission de 30 minutes est transmise toutes les semaines de l'année sur tout le réseau de Radio-Canada. L'émission porte le nom de Télé-Montréal à partir de janvier 1956 puis élargit ses champs de discussion : éducation-mode et arts. Gérard Chapdelaine est présenté dans les médias comme « l'un des nouveaux réalisateurs de Radio-Canada et l'un de ceux qui promettent le plus. Un garçon sérieux que tout le monde aime[6] ».
- 1957 : Le Colombier, premier téléroman de la télévision de la SRC. Le texte écrit par Eugène Cloutier est présenté à chaque semaine à 20.30 heures à partir du 11 avril 1957. La plupart de ceux qui interprètent les rôles principaux deviendront des comédiens de théâtre et de la télévision parmi les plus connus au cours des décennies qui suivront : Guy Hoffman, Charlotte Boisjoli, Edgar Fruitier, Jean Gascon, Roger Joubert, Madeleine Langlois, Jacques Languirand, Jean-Paul Dugas et Lucille Gauthier[7]. Il quitte la réalisation de l'émission à la fin de l'été 1957, ne se sentant pas suffisamment prêt pour la réalisation directe de séries dramatiques, bien que les critiques soient fort positives[8].
- 1957 : Affaires de familles, nouvelle émission éducative dont l'objectif s'inscrit dans une perspective d'éducation des adultes. Gérard Pelletier en est l'animateur et Pauline Lamy, l'auteure des contenus. L'accent est mis sur les problèmes économiques et sociaux des familles. L'émission est présentée chaque vendredi de 22 h 30 heures à 23 h et débute le 11 octobre 1957.
- 1958 : Réalisation de la première retransmission en direct à CBFT de la pièce de Pierre Corneille, L'illusion comique, depuis le Théâtre Saint-Denis. Jean Gascon est l'assistant metteur en scène, alors que Guy Hoffman et Georges Carrère tiennent les principaux rôles. Les commentateurs au moment de l'entracte sont Judith Jasmin et Roger Citerne. L'unité mobile de Radio-Canada se déplace sur les lieux mêmes de la présentation de la pièce et les défis techniques sont importants et les commentateurs parlent d'une retransmission réussie[9]. C'est une première dans l'histoire de la télévision radio-canadienne.
- 1958-1959 : Toi et moi, auteurs et acteurs, Janette Bertrand et Jean Lajeunesse. D'autres acteurs dont Michel Noël y participent aussi.
- 1959-1963 : Premier plan, émission culturelle et d'histoire contemporaine faite d'entretiens et de reportages tournés au Québec et en Europe. Hubert Aquin, Judith Jasmin, Wilfrid Lemoyne, René Lévesque, et Gérard Pelletier sont les principaux journalistes et reporters. Claude Sylvestre et Robert Séguin partagent la réalisation d'émissions avec Gérard Chapdelaine. Suzanne Mercure est la script principale (script-girl était le titre professionnel officiel à l'époque) des émissions réalisées par Gérard Chapdelaine[10]. Le budget hebdomadaire alloué à cette émission est de 8 000 $ auquel s'ajoutent des cachets symboliques pour les personnalités célèbres qui acceptent de participer à l'émission.
- 1964-1965 : Aujourd'hui, animée par Wilfrid Lemoyne, Andréanne Lafond et Michelle Tisseyre.
- 1966-1967 : Le sel de la semaine, Fernand Séguin fait des entretiens avec des personnalités du monde scientifique et culturel. L'émission est diffusée en direct du Studio 42 tous les mardis de 22 à 23 heures. Gérard Chapdelaine agit comme chef de production à partir du 13 septembre 1966 en plus d'en être le réalisateur durant un an.
- 1968-1969 : Camera 68-69.
- 1970 : Format 30 et Format 60, émissions d'affaires publiques. Judith Jasmin est la journaliste et animatrice principale.
- Second regard.

#### Réalisateur de la trilogie populaire
- 1975-1976 : L'Évangile en papier dont le créateur des personnages est Claude Lafortune, « le poète-magicien » comme le qualifie Gérard Chapdelaine. Il est entouré d'Henriette Major qui en écrit les textes, de la script assistante, Monique Ledoux, du musicien Mario Bruno et du bibliste, Jean-Guy Dubuc.
- 1976-1977 : La Bible en papier, avec Claude Lafortune, créateur des personnages en papier et protagoniste des textes.
- 1977-1978 : L'Église en papier, avec Claude Lafortune, créateur des personnages en papier et protagoniste des textes.

Pour Gérard Chapdelaine, « la réalisation de cette trilogie constituerait le sommet de sa carrière ». En entrevue avec George Dor pour le magazine de la Société Radio-Canada, il confie: « Sans l'ombre d'un doute. J'en ai plein le cœur, c'est une joie suprême et chaque semaine renouvelée que de travailler à des émissions de télévision dont on a le sentiment qu'elles transcendent justement l'éphémère, dont le contenu est pour ainsi dire éternel et dont on peut dire qu'elles pourraient être « reprises » au 21e siècle. »   
- 1980-1981 : En terre sainte, une émission qui fait suite à la trilogie mais qui en diffère totalement par sa conception et sa présentation. L'animation est assurée par Simone Piuze et elle est présentée chaque dimanche à 9 h 45. Le réalisateur en présente ainsi le contenu : « Outre l'excursion que nous ferons chaque semaine, grâce au film dans une partie ou l'autre de la terre sainte, des enfants, en studio avec l'animatrice s'interrogeront sur la région ou la ville visitée. De plus, le public pourra participer à l'émission en faisant part de ses questions... Il s'agit en quelque sorte, d'un pèlerinage en terre sainte qu'il sera possible de suivre de chez soi...» [11].
- 1982 : 5D, diffusée le dimanche à 17 h, il s'agit d'une émission d'actualités accordant une place importante aux questions religieuses. Louis Dumas, en est le recherchiste-documentaliste-intervieweur et Jean-Roch Roy et Jacques Houde en sont les animateurs. Les autres réalisateurs sont Fernand Ippersiel et Gilles Delorme.
- 1983-1984 : Micro-Monde
- 1983-1987 : Nicole et Pierre
- 1987-1991 : Parcelles de soleil